# Mehdinema allii
Mehdinema allii is een levendbarende, parasitaire rondworm, die tot de familie Diplogastridae behoort. Het is een parasiet van de dierentuinkrekel.
Op de voorste helft van het lichaam van de rondworm komen op de cuticula dichte rijen van stekels voor. De buisvormige mondholte is zeer langwerpig en heeft bij de keel een dorsale tand. De vrouwtjes hebben een naar buiten stekende vulva. De jonge vrouwtjes hebben twee eierstokken, maar de voorste eierstok verdwijnt bij de oudere vrouwtjes. In de lichaamsholte van het vrouwtje ontwikkelen de larven door een proces dat endotokia matricida (moedermoord) wordt genoemd, waarbij het vrouwtje uiteindelijk dood gaat. Het mannetje heeft asymmetrisch geplaatste genitale papillen, distaal versmolten spicula en een zeer complex gubernaculum met twee door de cuticula gevormde stekels die door een afzonderlijke, postcloacale opening steken. Volwassen rondwormen bevinden zich voornamelijk in de achterste darm van de krekel, terwijl larven of dauerlarven voornamelijk in de geslachtsorganen van zowel de mannelijke als vrouwelijke krekels voorkomen. Mannelijke krekels zijn aanzienlijk vaker besmet dan vrouwelijke. Dit zou gekoppeld kunnen zijn aan het geslachtsoverdrachtmechanisme van de dauerlarven. Hoewel morfologisch ongebruikelijk in veel opzichten wordt indeling van Mehdinema alii bij de  Diplogasterida ondersteund door zowel de morfologie van het voorste spijsverteringskanaal als analyse van de 18S rDNA-sequentie ervan. Deze sequentiegegevens suggereren dat Mehdinema alii  het meest verwant is een de Cylindrocorporidae.